# 科蒙公馆
科蒙公馆（Hôtel de Caumont）是法国普罗旺斯地区艾克斯的一座历史建筑，位于马扎然区的约瑟夫·卡巴索尔街（rue Joseph Cabassol）1号 

## 历史
它是由建筑师罗伯特·德·科特（1656–1735）和乔治·瓦隆（1688-1767）设计，为卡巴纳侯爵弗朗索瓦·罗兰德·德·罗维尔·德·图尔图勒建造于1715年至1742年。雕塑家让-巴蒂斯特·拉姆伯特和伯纳德·托罗设计了男像柱。 在内部，入口处有一个室内喷泉，有两套楼梯：一套由家庭成员使用，另一套由工作人员使用。
侯爵弗朗索瓦·罗兰德·德·罗维尔·德·图尔图勒的儿子让·巴蒂斯特·弗朗索瓦·德·图尔图勒去世后，他的遗孀将房子出售给弗朗索瓦·布鲁尼·德拉图艾格斯(1690-1772). 并由他的儿子、马赛船东、普罗旺斯地区艾克斯议会主席让-巴蒂斯特·杰罗姆·布鲁尼·德拉图艾格斯（1724-1794 ）继承。 他将其遗赠给了儿子玛丽·让·约瑟夫（Marie Jean Joseph，1768-1800年），后者再将其传给了他的妹妹，宝琳·德·布吕尼·德拉图尔·爱古斯（Pauline de Bruny de la Tour d'Aigues，1767-1850年），她于1796年嫁给科蒙侯爵 Amable-Victor-Joseph-François de Paule de Seytres de Caumont (1764-1841)。 正如公馆外的路牌所说，他被指控“通过这次婚姻窃取了普罗旺斯最美丽的公馆”。这段婚姻没有留下孩子，公馆被遗赠给了宝琳的一个表亲。
1964年，伊森巴特将军将其卖给了艾克斯市。 他们将其出租给法国邮政。从1970年到2013年，这里是达律斯·米约音乐学院（Conservatoire Darius Milhaud）。
1990年，该建筑列为法国历史遗迹。

## 现状
2013年，Culturespaces以1000万欧元的价格收购了科蒙公馆。在接下来的两年中，它进行了大规模的翻新， 并于2015年5月6日重新开放给公众。作为一个付费进入的景点和文化空间，展示了建筑和花园最美的部分，并设有礼品店、艺术展空间和一个小剧院。。
- 关于科蒙公馆历史的路牌
- 马扎然街与约瑟夫·卡巴索尔街转角
- 庭院的正门
- 庭院的侧门
- 阳台
- 客厅